# Centrale nucléaire de Sendai
Pour les articles homonymes, voir Sendai (homonymie).
La centrale nucléaire de Sendai (川内原子力発電所 "Sendai hatsudensho") est exploitée par la Compagnie d'Electricité de Kyushu qui est la principale compagnie électrique de l'île de Kyushu. Elle est située près de Satsumasendai dans la Préfecture de Kagoshima (鹿児島県), sur l'île de Kyushu au Japon.
La centrale occupe un site d'une surface de 1,45 km2.

## Description
La centrale de Sendai est équipée de 2 réacteurs nucléaires à eau pressurisée (REP) :
- Sendai 1 : 846 MWe, REP 3 boucles, MSI en 1983[1].
- Sendai 2 : 846 MWe, REP 3 boucles, MSI en 1985[2].

NB : MSI = mise en service industrielle
Ces deux réacteurs ont été construits par le constructeur japonais Mitsubishi. 

### 2011 - 2015: Réacteurs arrêtés
Ils ont été mis à l'arrêt à la suite de l'accident nucléaire de Fukushima. En juillet 2014, ils ont reçu le feu vert de la Commission de réglementation de l'énergie nucléaire pour leur redémarrage à la fin de l’année 2014.
Selon l'ONG Greenpeace Japan, le redémarrage des réacteurs de Sendaï constitue un symbole pour le gouvernement alors que le Japon s’apprête à célébrer le premier anniversaire de l'arrêt du dernier réacteur nippon.
Selon Akira Kimura, spécialiste d'études sur la paix à l'université de Kagoshima, "le gouvernement japonais ne fait que forcer l'adoption de ses objectifs, au mépris total de la volonté du public, et il y a clairement une forte pression sur l'autorité de réglementation nucléaire de la part du gouvernement de Shinzō Abe".

### 2015: redémarrage des deux réacteurs
Le 11 août 2015, l'exploitant de la centrale relance le réacteur no 1 à plein régime,. bien que la population japonaise soit majoritairement contre le redémarrage des centrales nucléaires depuis la catastrophe de Fukushima. Environ 200 manifestants antinucléaires se sont déplacés pour l'occasion, dont Naoto Kan, qui était Premier ministre du Japon en 2011 lors de la catastrophe,.
Le redémarrage a été interrompu vendredi 21 août en raison d’un problème de pompe au niveau du système secondaire de refroidissement, a annoncé un porte-parole de la compagnie Kyushu Electric Power.
Le second réacteur de Sendai redémarre en octobre 2015.

## Risques environnementaux

### Risque sismique
Ravivée par les séismes de 2016 de Kumamoto, l’activité sismique de l'île de Kyushu suscite des inquiétudes sur la centrale nucléaire de Sendaï, située à environ 120 km de l’épicentre du séisme du 14 avril.

### Risque volcanique
Le Japon, qui abrite plus de 100 volcans actifs, se trouve sur la Ceinture de feu du Pacifique. En particulier, la centrale de Sendai est située à une cinquantaine de kilomètres du Mont Sakurajima, un volcan actif qui entre souvent en éruption. 
Selon la Commission de Réglementation de l’Énergie Nucléaire Japonaise (NRA), « la probabilité d’une éruption majeure dans l’un des nombreux volcans situés dans les environs est très faible et que l'on doit envisager le redémarrage ». 
Pourtant, selon Toshitsugu Fujii, volcanologue japonais qui préside le groupe gouvernemental sur la prédiction de l’éruption des volcans, « il est impossible d’assurer que les réacteurs de Sendaï sont à l’abri du risque volcanique, d'autant plus qu’il n’est pas à exclure un regain d’activité volcanique à la suite du séisme de 2011».
En octobre 2014, le volcan Ioyama situé dans la chaîne montagneuse de Kirishima, à environ 64 km de la centrale de Sendai, subit de petites secousses qui pourraient conduire à une éruption .